# Rio (Italie)
Pour les articles homonymes, voir Rio.
Rio est une commune (municipalité) de la province de Livourne, en Toscane, en Italie, située sur l'île d'Elbe.

## Historique
La commune a été créée en janvier 2018.
Il s'agit d'un comune sparso, institué le 1er janvier 2018 par la fusion des communes de Rio Marina et de Rio nell'Elba. Le siège communal est situé à Rio Marina, tandis que les réunions du conseil se tiennent à Rio nell'Elba.
Le territoire municipal de Rio comprend six hameaux : Bagnaia, Cavo, Nisportino, Nisporto, Rio Marina et Rio nell'Elba.

## Monuments et lieux d'intérêt

### Architecture civile
- Phare de Rio Marina
- Phare de Palmaiola (île de Palmaiola)

### Architecture militaire
- Tour de Rio Marina (XVIe siècle)
- Fortezza del Giove (XVe siècle)

### Site archéologique
- Nécropole rupestre de Rio Marina
- Villa romaine de Capo Castello (ruines)
- Village médiéval de Grassera

### Aire naturelle
- Orto dei Semplici elbano, jardin botanique à Rio nell'Elba